# Saint-Julia-de-Bec
Saint-Julia-de-Bec ist eine französische Gemeinde mit 99 Einwohnern (Stand: 1. Januar 2022) im Département Aude in der Region Okzitanien. Sie gehört zum Kanton La Haute-Vallée de l’Aude und zum Arrondissement Limoux. Die Bewohner nennen sich die Saint-Julians.

## Lage
Das Gemeindegebiet ist Teil des Regionalen Naturparks Corbières-Fenouillèdes. Das Gemeindegebiet wird vom Flüsschen Saint-Bertrand durchquert.
Nachbargemeinden sind Saint-Ferriol im Nordwesten, Granès im Norden, Saint-Just-et-le-Bézu im Osten, Saint-Louis-et-Parahou im Südosten, Puilaurens im Süden, Belvianes-et-Cavirac im Südwesten und Quillan im Westen.

## Bevölkerungsentwicklung
| Jahr      | 1962 | 1968 | 1975 | 1982 | 1990 | 1999 | 2006 | 2015 |
| --------- | ---- | ---- | ---- | ---- | ---- | ---- | ---- | ---- |
| Einwohner | 141  | 129  | 105  | 101  | 97   | 97   | 114  | 106  |